# Герб Запорожья
Герб Запорожья (укр. Герб Запоріжжя) — один из официальных символов города Запорожья Запорожской области Украины наряду с флагом. Щит герба разделён на зелёное и малиновое поля. В верхнем зелёном поле изображены два перекрещённых золотых казацких мушкета. В нижнем малиновом поле размещён направленный вниз чёрный лук с тремя стрелами. Щит окаймлён золотым декоративным картушем и увенчан изображением Днепрогэса.
Современный герб был утверждён в 2003 году и является модификацией первого герба Александровска 1811 года. 
Советский герб города был утверждён в 1967 году. Существовал проект Б. В. фон Кёне 1862 года.

## Герб 1811 года
Проект первого городского герба был составлен по поручению Министерства внутренних дел Российской империи екатеринославским губернским начальством. Этот проект получил Высочайшее утверждение императора Александра I в 1811 году одновременно с гербами других городов Екатеринославской губернии.
Согласно XXXI тому Полного собрания законов Российской империи, Именной, объявленный Сенату министром полиции указ № 24741 «О гербахъ городовъ Екатеринославской Губерніи» датируется 2-м августа 1811 года. Эта же дата утверждения герба фигурирует у Н. А. Соболевой и в ряде других источников. Однако в изданном в 1843 году приложении к Полному собранию законов «Рисунки гербам Российской Империи принадлежащие к 1 собранию законов. Литогравированные по Высочайшему повелению в литографии Департамента Воен. поселений» в качестве даты утверждения гербов городов Екатеринославского наместничества, в том числе и Александровска, указано 29 июля 1811 года. Эта же дата приводится и в гербовнике Винклера и ряде других зависимых от него источников. Официальное описание герба Александровска 1811 года гласило:

 В зелёном поле крестом поставленные два ружья со штыками. В малиновом поле чёрный лук с тремя стрелами, вниз обращёнными, знаменуют силу нашего оружия и слабость силы Татарской. 
- Герб Александровска 1811 г.
- В цвете

Насколько известно, впервые после 1917 года цветное изображение герба Александровска 1811 года было опубликовано в гербовнике «Земельные гербы России — XII—XIX вв» под редакцией Н. Н. Сперансова в 1974 году.
В изображении, помещённом в Полном собрании законов Российской империи, шраффировка была нанесена неверно, и верхнее поле изображалось пурпурным, а нижнее — зелёным. Отсутствие в официальном описании точного указания цвета ружей следует рассматривать как молчаливое указание на то, что они были естественного, натурального цвета. Зелёный цвет верхнего поля символизировал цвет мундиров русской армии. Малиновый цвет, не применяемый в классической геральдике, подразумевал геральдический пурпурный цвет. Несмотря на то, что в русской городской геральдике с конца XVIII в. было принято помещать в городском гербе полностью или частично изображение губернского герба (или герба губернского города), в гербе Александровска 1811 года это сделано не было. Также отсутствуют внешние украшения (корона, венок и т. д.), не характерные для земельной геральдики России того времени.
Герб использовался вплоть до 1918 года.

## Проект 1862 года
Барон Б. В. фон Кёне, в ходе своей реформы городской геральдики России, начатой во второй половине 1850-х гг., разработал 23 октября 1862 года и проект герба Александровска со следующим описанием:

 В золотом щите червлёный меч в столб, сопровождаемый в оконечности лазуревым луком и таковыми же на крест положенными двумя стрелами, обращёнными концами вниз. В вольной части герб Екатеринославской губернии. Щит украшен серебряной башенной короной о трёх зубцах и окружён двумя золотыми колосьями, соединёнными Александровской лентой 
- Графическая версия
- Проект герба Александровска 1862 г.
- Описание проекта герба
- Расцвеченный проект герба Александровска 1862 г.

Проект герба был составлен на основании высочайше утверждённых 7 мая, 4/16 июля 1857 года императором Александром II правил украшения гербов губерний, областей, градоначальств, городов и посадов, составленных фон Кёне. Серебряная башенная корона о трёх зубцах символизировала уездный город с населением менее 50 000 человек. Окружающие щит золотые колосья, перевитые Александровской лентой (красной муаровой) — символизировали город, отличающийся земледелием и хлебной торговлей. В самом гербовом щите в правой вольной части помещался герб Екатеринославской губернии («В лазуревом щите, золотое вензелевое изображение Имени Императрицы Екатерины II, между таковыми же цифрами, 1787, окружённое девятью золотыми о шести лучах звёздами»), символизирующий административную принадлежность Александровска к этой губернии. Фон Кёне отвергал применение в гербах современных видов вооружения, поэтому и заменил ружья мечом, красный цвет которого символизировал храбрость, мужество и неустрашимость, а положение остриём вверх — нарождающуюся силу, тогда как положение стрел остриём вниз указывало на силу убывающую. Проект Кёне получил в дальнейшем неоднозначную оценку. Так, одни полагают, что несмотря на большую «геральдизацию» символики герба, проект Кёне по сути потерял связь с реалиями прошлого и утверждён не был. Другие же признают несомненный высокий уровень кёневских проектов, в частности один из ведущих современных украинских геральдистов А. Б. Гречило писал: «Принятые ранее однотипные многопольные гербы», в том числе и Александровска, «вследствие переделки стали лаконичными индивидуальными геральдическими знаками»; он же отмечал, что большинство кёневских проектов, «к сожалению так и остались нереализованными и не получили официального утверждения». Оригинал его изображения и описания сохраняется в РГИА (Ф. 1343, оп. 15, д. 157, л. 15-16), и впервые был опубликован только в 1998 году в местной газете. Проект фон Кёне послужил основой Малого герба Запорожского дворянского собрания.

## Герб 1967 года
Новый городской герб был утверждён 5 октября 1967 года решением № 488 исполнительного комитета городского совета со следующим описанием:

 Изображение выполнено в форме щита, заострённого снизу. В центре плоскости щита на фоне флага УССР металлом, который льётся из ковша стального цвета и частью шестерни чёрного цвета, образовано кольцо. В середине кольца - изображение плотины Днепровской гидроэлектростанции им. В. И. Ленина. В правой части щита сверху вниз надпись бронзой «Запоріжжя». В верхней части щита, отделённой бронзовой полоской, на фоне стального цвета - казацкая сабля, бандура и бунчук, отражающие славные страницы запорожского казачества. 
- Герб Запорожья 1967 г.
- Герб Запорожья 1967 г. на доме по адресу ул. Малиновского, 17

Герб был выполнен в духе тогдашней советской городской геральдики, одним из обязательных элементов которой было наличие в гербе цветов флага той или иной союзной республики, на территории которой располагался город (в гербе Запорожья — красно-синий флаг УССР 1949 года), а также названия города. Разливочный ковш символизировал наиболее развитую отрасль производства города — чёрную металлургию, плотина — главную достопримечательность города, шестерёнка — наиболее распространённый в советской городской геральдике символ промышленности, символами запорожского казачества были сабля, бунчук и бандура. Автором герба являлся запорожский художник Владислав Васильевич Сторожук, а его утверждение было приурочено к 50-летию Октябрьской революции 1917 года.

## Проекты нового герба
Вопрос об утверждении нового герба Запорожья поднимался с 1992 года. В предлагавшихся проектах присутствовали казак на коне и с ружьём, плотина, Хортица, дуб, литейный ковш и др. После неудачи, постигшей первый конкурс на новый герб, было решено оставить герб 1967 года, заменив в нём красно-синие цвета на национальные сине-жёлтые. Новый конкурс был объявлен в 1997 году. В начале 1998 году вопрос о гербе, флаге и печати города был вынесен на XVI внеочередную сессию горсовета, но герб и тогда утверждён не был. Между тем, один из проектов герба (на основе герба 1811 года, но в испанском щите (введённом в украинскую геральдику по настоянию Украинского геральдического общества, и с заменой ружей мушкетами), лишённый предлагавшихся внешних украшений (короны и картуша), фактически стал использоваться как городской: в 2001 году он был помещён на памятном знаке на въезде в город с автодороги Харьков-Ялта в Коммунарском районе.

## Герб 2003 года
Современный герб Запорожья утверждён 31 января 2003 года решением № 40 шестой сессии городского совета XXІ созыва, при этом «за» утверждение герба проголосовали 42 депутата, «против» — 15. Его описание гласит:

Щит разделён на зелёное и малиновое поля. В первой части два перекрещённых золотых казацких мушкета. В другой части — обращённый вниз чёрный лук с тремя стрелами. Щит окантован золотым декоративным картушем и увенчан изображением Днепрогэса.
Оригинальный текст (укр.)Щит перетятий зеленим і малиновим. На першій частині два перехрещені золотих козацьких мушкети. На другій обернутий донизу чорний лук з трьома стрілами. Щит облямований золотим декоративним картушем і увінчаний зображенням Дніпрогесу.

- Герб Запорожья 2003 г. (современный)
- Цветочная композиция на день города

Над составлением герба работала Марина Фёдоровна Дмитриенко. Он выполнен на основе городского герба Александровска 1811 года и одного из проектов герба Запорожья 1997 года. Как полагают некоторые исследователи, в гербе 2003 года, ружья, вкупе с малиновым цветом символизируют роль казачества в победе над Крымским ханством, которое символически показано луком со стрелами. В декоративном картуше верхний элемент (взамен предлагавшейся короны) символизирует Днепрогэс. Герб помещён в щите испанской (принятой в нынешней украинской геральдике), а не французской, как герб 1811 года, формы, дополненном золотым картушем. Цвет ружей (лишённых штыков) вновь не указан, но они изображаются золотыми.
При утверждении герба в 2003 году предполагалось, что в скором времени герб будет установлен на фасаде здания горсовета, в сессионном зале и помещениях исполнительных органов горсовета, помещениях вокзалов и главных дорогах на въезде в город. Однако это решение в полном объёме не было выполнено, в частности, городской герб так и не был установлен на фасаде здания горсовета.
За использование герба (как и другой символики) согласно решению городского совета должен взиматься сбор.

## Проект 2014—15 годов
В 2014 году на рассмотрение депутатам горсовета был выдвинут проект псевдо-академика Андрея Авдеенко при поддержке Евгения Карташова. Проект герба включает в себя мечи каролингского типа X века, орёл из Вознесенского клада, запорожский дуб и знак божества Хорса (символизирующий остров Хортицу). Проект вызвал резкую критику Архиепископа Запорожского и Мелитопольского Луки (УПЦ МП). «Ассамблея деятелей культуры Запорожья» обратилась с открытым письмом к запорожскому городскому голове, в котором предлагает снять вопрос о замене герба города с рассмотрения городского совета.. 18 мая 2015 года проект вновь был подготовлен депутатом Михаилом Левченко к рассмотрению городским советом. Вокруг нового проекта возникли скандалы, так с продвижением нового проекта связывается запугивание депутатом горсовета М. Левченко члена Ассамблеи деятелей культуры Натальи Бабенко.
Проект не был вынесен на 58-ю сессию городского совета. Городской голова Александр Син отметил, что не считает рассмотрение этого вопроса актуальным для горожан.